# Decatur County (Alabama)
Decatur County ist ein ehemaliges County im US-Bundesstaat Alabama. Es wurde nach dem Marineoffizier Stephen Decatur benannt. Verwaltungssitz war Woodville.

## Geschichte
Decatur County wurde am 17. Dezember 1821 durch das Parlament Alabamas eingerichtet. Einige Jahre später jedoch zeigte eine Untersuchung, dass das County nicht die minimale, gesetzlich vorgeschriebene Fläche hatte, und so wurde Decatur County am 28. Dezember 1825 aufgelöst und zwischen Madison und Jackson County aufgeteilt. Der Teil, der Madison County hinzugefügt wurde, war jahrelang informell als „New Madison“ bekannt.